# Motherland: Fort Salem
Motherland : Fort Salem est une série télévisée américaine dramatique et surnaturelle, créée par Eliot Laurence et diffusée entre le 18 mars 2020 et le 23 août 2022 sur Freeform. Elle compte trois saisons et trente épisodes d'environ 42 minutes.
La série dépeint un univers alternatif dans lequel les sorcières sont enrôlées dans les forces armées et font face à des menaces terroristes de grandes ampleurs.
En France, en Belgique et en Suisse, la série est disponible sur Prime Video pour les deux premières saisons seulement. La série a été un temps disponible intégralement sur Disney+, en France et au Canada, avant d'être retirée en raison de coupes budgétaires.

## Synopsis
En 1692, les sorcières de Salem ont conclu un pacte avec la colonie du Massachusetts, connu sous le nom des Accords de Salem, qui stipule qu'en échange de mettre fin aux persécutions et procès, elles et toutes leurs descendantes devront s'enrôler dans les forces armées pour défendre le pays. Depuis lors, les sorcières effectuent leurs services militaires obligatoires à Fort Salem, où sont entrainées les nouvelles recrues et d'où sont dirigées les opérations en collaboration avec le gouvernement pour faire face aux menaces terroristes de grandes ampleurs.
Plus de trois siècles plus tard, les jeunes sorcières Abigail, Raelle et Tally font partie des nouvelles conscrites qui suivent la formation de base en vue de leur admission à l'École de Guerre. Abigail, issue de la légendaire famille Bellweather, est tiraillée entre faire honneur à son nom de famille et essayer de se forger un nom par elle-même. Raelle Collar, une talentueuse guérisseuse dont la mère est récemment morte au combat, se sent en conflit à l'idée de rejoindre l'organisation qui envoie ses soldats au combat sans avoir le choix en la matière. Enfin, Tally Craven est une idéaliste qui s'enrôle, contre la volonté de sa famille, pensant que c'était un devoir et un honneur d'agir face au mal grandissant dans le pays. Malgré leurs différends, le trio doit apprendre à s'entrainer ensemble en tant qu'unité, sous les yeux vigilants de la sergente instructrice Anacostia Quartermaine et la supervision de la générale Sarah Alder.
Pendant ses temps libres, Raelle se rapproche de Scylla, une mystérieuse cadette en nécromancie, avec qui elle entame une relation amoureuse. Mais rapidement Raelle commence à avoir quelques soupçons sur sa petite amie, qui reste très évasive sur son passé et semble cacher de lourds secrets.
En parallèle, Adil, membre des Tarim, une petite tribu pacifiste de sorcières nomades, rejoint Fort Salem dans l'espoir de sauver sa sœur Khalida d'une étrange maladie qui infecte les siens. Cet événement provoque de nombreux débat à la Haye, le conseil militaire international des sorcières, concernant l'avenir et la survie de la tribu de Talim, originaire d’une partie du monde très contestée. Le destin d'Adil, Khalida et toute leur tribu va se mêler à celui de l'unité Bellweather.
Pendant ce temps, les tensions montent aux États-Unis entre les humains et les sorcières. En effet, le Spree, une organisation de sorcières militantes qui se rebelle contre la conscription forcée dans l'armée et mène des attaques terroristes contre la population humaine, provoquent une hausse de la haine envers les sorcières. Tandis que l'armée tente de faire face aux attaques du Spree et aux manifestations anti-sorcellerie, elle doit se confronter à une nouvelle menace, la Camarilla, une ancienne organisation de chasseurs de sorcières, supposée éliminée il y a de nombreuses années mais qui refait surface.

## Distribution
Sauf indication contraire, les informations mentionnées dans cette section peuvent être confirmées par la base de données cinématographiques IMDb,  présente dans la section « Liens externes ».

### Actrices principales
- Taylor Hickson (VF : Victoria Grosbois) : Raelle Collar, cadette
- Ashley Nicole Williams (VF : Aurélie Konaté) : Abigail Bellweather, cadette
- Jessica Sutton (en) (VF : Alexia Papineschi) : Tally Craven, cadette
- Amalia Holm Bjelke (es) (VF : Kelly Marot) : Scylla Ramshorn, cadette en nécromancie
- Demetria McKinney (en) (VF : Laetitia Laburthe-Tolra) : Anacostia Quartermaine, sergente instructrice
- Lyne Renée (VF : Juliette Degenne) : Sarah Alder, générale des armées de sorcières des États-Unis et directrice de Fort Salem (saisons 2 et 3, récurrente saison 1[a])

Photos des acteurs principaux
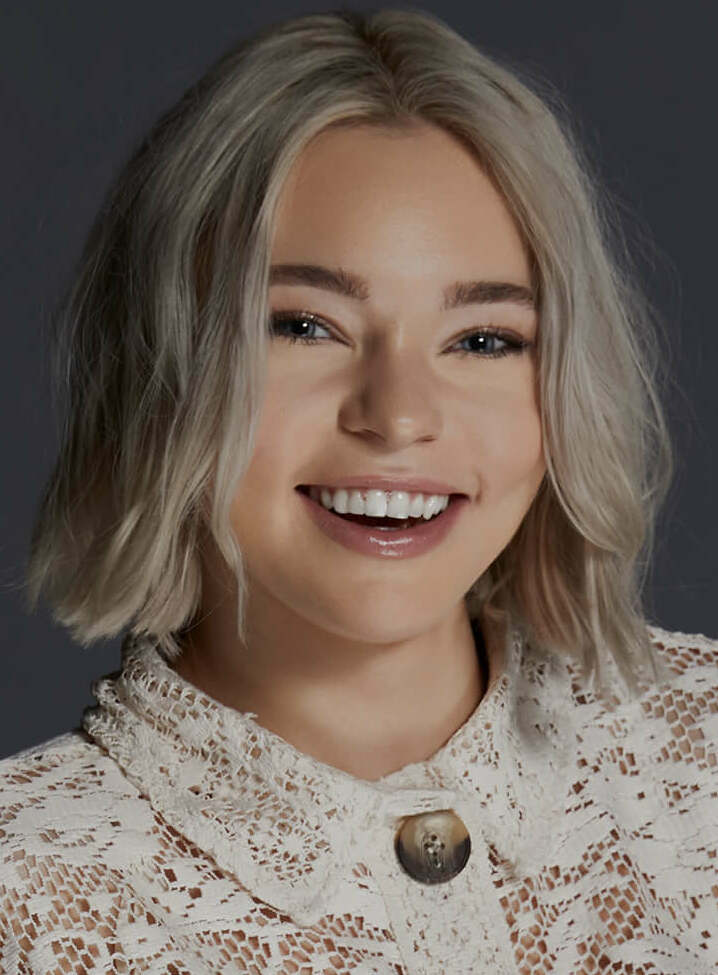
Taylor Hickson interprète Raelle Colar.
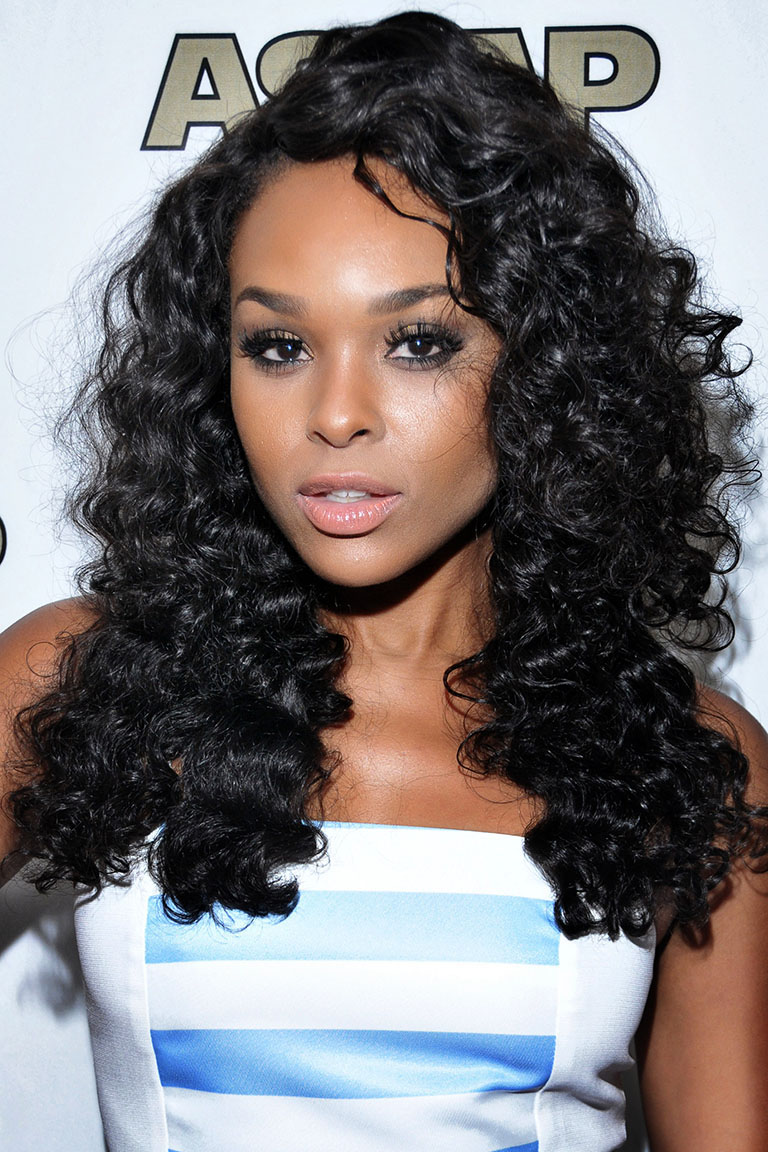
Demetria McKinney (en) interprète Anacostia Quatermaine.

### Acteurs récurrents

#### Introduits lors de la première saison
- Tony Giroux (VF : Martin Faliu) : Adil, membre des Tarim, grand frère de Khalida
- Catherine Lough Haggquist (VF : Géraldine Asselin) : Petra Bellweather, générale et cheffe du renseignement, mère d'Abigail
- Emilie Leclerc (VF : Flora Brunier) : Izadora, officière, scientifique et professeur de nécromancie
- Kylee Brown (VF : Maryne Bertieaux) : Khalida, membre des Tarim, petite sœur d'Adil
- Diana Pavlovska (VF : Dominique Vallée) : Willa Collar, cheffe d'une cellule du Spree, mère de Raelle
- Hrothgar Mathews (en) (VF : Richard Leroussel) : Edwin Collar, père de Raelle
- Sheryl Lee Ralph (VF : Isabelle Leprince) : Kelly Wade, présidente des États-Unis et cheffe civil du gouvernement américain, supérieure d'Alder
- Linda Ko : Nessa Clary, générale
- Annie Jacob (VF : Pauline Ziadé) : Glory Moffett, cadette, ami de Tally (saison 1)
- Sarah Yarkin (VF : Ana Piévic) : Libba Swythe, cadette, rivale d'Abigail (saison 1)
- Kai Bradbury (de) : Gerit Buttonwood, cadet, partenaire sexuel de Tally (saison 1)
- Thomas Elms (de) : Clive Garland, cadet, ami d'Augustín et partenaire sexuel d'Abigail (saison 1)
- Guilherme Babilônia (VF : Goffette Kévin) : Augustín Alcala, cadet, ami de Clive et partenaire sexuel d'Abigail (saison 1)
- Bennett Taylor (VF : Yoann Sover) : Byron, cadet (saison 1)
- Chelsea Gill : Sharma, générale des Armées de sorcières des Indes (saisons 1 et 2)
- Dale Hunter, Lynn Whyte, Lillian Lim, La Nein Harrison : les Anciennes (the Biddies en VO) (saisons 1 et 2)
- BJ Harrison (VF : Cléo Anton), Nancy Amelia Bell, Joyce Robbins (en) : les Anciennes (the Biddies en VO) (saison 1)

#### Introduits lors de la deuxième saison
- Victor Webster (VF : Constantin Pappas) : Blanton Silver, vice-président des États-Unis, père de Penelope (saisons 2 et 3)
- Mellany Barros (VF : Lauryanne Philippe) : Penelope Silver, cadette, fille de Blanton (saisons 2 et 3)
- Bob Frazer (en) (VF : Pierre Saget) : Alban Hearst, membre haut placé de la Camarilla (saisons 2 et 3)
- Arlen Aguayo-Stewart (en) : Nicte Batan, ancienne sergente, fondatrice et dirigeante du Spree (saisons 2 et 3)
- Luc Roderique (de) (VF : Diouc Koma) : Sterling Woodlot, soldat sorcier, membre du personnel du vice-président Silver, amant d'Anacostia (saisons 2 et 3)
- Ess Hödlmoser (VF : Olivia Luccioni) : M, soldate de deuxième année à l'École de Guerre, cheffe d'unité (saisons 2 et 3)
- Praneet Akilla (VF : Paolo Domingo) : Gregorio Shellbark, soldat à l'École de Guerre (saison 2, invité saison 3)
- Sandra Ferens : Quinn, amie de Willa Collar dans l'armée et marraine de Raelle (saisons 2 et 3)
- Kwesi Ameyaw (it) : Claude, l'un des pères d'Abigail (saisons 2 et 3)
- Daniel Bacon : Anton, l'un des pères d'Abigail (saisons 2 et 3)
- Liza Huget (VF : Daria Levannier) : Minerva Bellweather, mère de Petra et grand-mère d'Abigail (saisons 2 et 3)
- Ava Marchfelder (VF : Vigne Cécile) : Tiffany, jeune sorcière, voisine de Bonnie et Shane (saisons 2 et 3)
- Emma Pedersen (VF : Christèle Billault) : Bonnie, membre de la Camarilla, épouse de Shane (saison 2)
- Juan Riedinger (en) (VF : Thibaut Lacour) : Shane, membre de la Camarilla, mari de Bonnie (saison 2)
- Josh Blacker (VF : Guillemot Yann) : Marcus Tooms, chef de police, dirigeant d'une cellule de la Camarilla (saison 2)
- Thomas Nicholson : Jack Orsatti, membre de la Camarilla (saison 2)
- Patricia Drake (en) : Magda Verger, major, professeur de magie interdite (saison 2)
- Dianne Adams, Soheila Vatandoost, Gwenda Lorenzetti : les Anciennes (the Biddies en VO) (saison 2)

#### Introduits lors de la troisième saison
- Kandyse McClure (VF : Léa Issert) : Nicte Batan lorsqu'elle se métamorphose (saison 3)
- Emilie Ullerup (VF : Laura Blanc) : Kara Brandt, financière du vice-président Silver et de la Camarilla (saison 3)
- Olivia Lucas (VF : Marion Aranda) : Thelma Bearkiller, membre du conseil de la Cession (saison 3)
- Aaron Douglas : Jarrett, colonel des forces armées non sorcières (saison 3)
- Michael Horse : le Marshal, principal chasseur de sorcières de la Cession (saison 3)
- Lina Lecompte (VF : Feldman Joy) : Guadalupe « Lupe » Cortez, cadette (saison 3)

### Invités
- Nick E. Tarabay (VF : Jean-Alain Velardo) : Père Sorcier (Witchfather en VO), chef masculin des forces armées des sorcières (saison 1, épisodes 3, 4 et 7)
- Naiah Cummins : Bridey, soldate, garde du corps d'Abigail (saison 1, épisodes 6 et 10)
- Bernadette Beck (en) (VF : Déborah Claude) : Charvel Bellweather, cousine d'Abigail (saisons 1, épisode 5, et saison 2, épisode 5)
- Jillian Fargey (en) (VF : Élisabeth Fargeot) : May Craven, mère de Tally (saisons 1, épisodes 1 et 2, et saison 3, épisode 6)
- Marci T. House (VF : Virginie Emane) : l'Impératrice (the Imperatrix en VO), chargée de rechercher et de maintenir les lignées magiques des sorcières (saison 2, épisode 3)

### Version française
- Société de doublage : Dubbing Brothers
- Direction artistique : Vanina Pradier
- Adaptation des dialogues : Philippe Lebeau, Rachel Campard et Philippe Videcoq

 Source et légende : version française (VF) sur RS Doublage et Doublage Séries Database.

## Production

### Développement
Le développement de la série a commencé en août 2016 sous le titre de travail Motherland et, le 5 juin 2018, il est annoncé le lancement du pilote de la série,. Freeform annonce le 5 mars 2019, avoir commandé une première saison composée de dix épisodes. La série est créée par Eliot Laurence, qui assure également la production exécutive aux côtés de Will Ferrell, Adam McKay, Kevin Messick (en), Maria Maggenti et Steven Adelson (en), qui est aussi le réalisateur du pilote. Le 14 mai 2019, une bande-annonce officielle de la série est publiée. La diffusion de la première saison débute le 18 mars 2020.
David J. Peterson et Jessie Sams ont créé la langue connue sous le nom de Méníshè ou la langue maternelle (Mothertongue en VO), qui est parlée dans la série par les Tarim, et qui est décrite comme une « ancienne langue de sorcière ». Eliot Laurence et son équipe connaissaient David Peterson pour avoir travaillé sur Game of Thrones et l'ont engagé pour créer la langue de la série,.
Le 19 mai 2020, Freeform annonce le renouvellement de la série pour une deuxième saison. Le 27 août 2020, Amanda Tapping annonce avoir rejoint la série en tant que productrice déléguée et réalisatrice. La diffusion de la deuxième saison débute le 22 juin 2021.
Le 23 août 2021, la série est officiellement renouvelée pour une troisième et dernière saison,, dont la diffusion a eu lieu le 21 juin 2022.

### Attribution des rôles
Parallèlement à l'annonce initiale du tournage du pilote, la distribution principale est dévoilée en juin 2018 et elle comprend Taylor Hickson, Kelcey Mawema, Jessica Sutton (en), Amalia Holm Bjelke (es) et Demetria McKinney (en). Courant décembre 2018, il apparait que Lyne Renée joue un rôle récurrent dans le pilote. Lors de l'annonce du lancement de la première saison, le 5 mars 2019, il est rapporté que Kelcey Mawema n'a pas été retenue et que son rôle fait l'objet d'une nouvelle audition. Les résultats sont annoncés le 28 mars 2019 et c'est finalement Ashley Nicole Williams qui est sélectionnée pour jouer le personnage d'Abigail Bellweather. Le 9 août 2019, Bernadette Beck (en) annonce avoir tourné dans la série pour une apparition. Le 24 septembre 2019, il est annoncé que Kai Bradbury (de) rejoint la distribution dans un rôle récurrent. Le 28 janvier 2020, Sarah Yarkin est engagée dans un rôle récurrent.
Le 19 mai 2020, il est annoncé que Lyne Renée, actrice récurrente lors de la première saison, rejoint la distribution principale à partir de la deuxième saison. Le 27 mai 2021, Victor Webster, Mellany Barros, Praneet Akilla, Ess Hödlmoser et Arlen Aguayo-Stewart (en) sont nommés dans des rôles récurrents pour la deuxième saison.

### Tournage
Les tournages de toutes les saisons de la série, ainsi que du pilote, ont lieu en Colombie-Britannique, au Canada, principalement à Vancouver. Les scènes prenant place à Fort Salem sont tournées à l'hôpital Riverview (en) de Coquitlam et dans différents bâtiments, salles de conférences et gymnases de l'Université de la Colombie-Britannique.
Le tournage de l'épisode pilote a eu lieu du 9 au 26 juillet 2018,.
Le tournage de la première saison a commencé le 22 avril 2019 et s'est terminée le 23 août 2019,. Des scènes sont tournées dans le quartier de Cloverdale à Surrey, du 9 au 10 mai 2019.
Le tournage de la deuxième saison a commencé le 9 octobre 2020 et s'est terminé le 1er avril 2021.
Le tournage de la troisième saison a commencé le 2 novembre 2021 et s'est terminé le 14 avril 2022.

### Musique
La musique originale de la série est composée par Brandon Roberts.
L'album de la bande originale de la première saison, comprenant 22 titres, est commercialisé en téléchargement et en streaming depuis le 20 mars 2020.
Un second volume, comprenant la bande originale de la deuxième et troisième saison, composée de 18 titres, est diffusé le 16 août 2022. Il y est également inclus les reprises par l’actrice principale Taylor Hickson des chansons The Book of Love (en) de Peter Gabriel et I'll Be Your Mirror (en) de The Velvet Underground.

### Fiche technique
Sauf indication contraire, les informations mentionnées dans cette section peuvent être confirmées par les bases de données cinématographiques IMDb et Allociné,  présentes dans la section « Liens externes ».
- Titre original et français : Motherland: Fort Salem
- Création : Eliot Laurence
- Réalisation : Amanda Tapping, Shannon Kohli, Steven A. Adelson (en), David Frazee (en), Jem Garrard (en), etc.
- Scénario : Eliot Laurence, Nikki McCauley, Nicole Avenia, Eli Edelson, Will J. Watkins, K.D. Dávila, Brian Studler, etc.
- Direction artistique : Darryll Doucette, Robert Leader, Stevo Bedford et Evan Webber
- Décors : Brian Kane et Jerry Wanek
- Création des décors : Victoria Söderholm, Jonathan Lancaster, George Neuman et Mary-Lou Storey
- Costumes : Tracey Boulton
- Photographie : Craig Powell, Jon Joffin, Stephen Jackson, Michael Wale (en) et Brian Whittred
- Montage : Matthew Gilna, Gena Bleier, Robert Komatsu, Jered Zalman, Misha Syeed, etc.
- Musique : Brandon Roberts
- Casting : Danielle Aufiero, Susan Esrock et Amber Horn
- Maquillages : Bev Wright, Debra Wiebe, Lindala Schminken, Tammy Lim, Angela Nair, Andy Stockman, etc.
- Effets visuels : Folks et Lindala Schminken FX
- Production : Heather Thomason, Brian Studler, Joe DeOliveira et Kurt Moritz
  - Coproduction : Maeve Cullinane, Nicole Avenia, Cherie Dimaline, Eli Edelson et Timothy B.L. Sereda
  - Production déléguée : Eliot Laurence, Will Ferrell, Adam McKay, Kevin Messick (en), Maria Maggenti, Steven A. Adelson (en), Amanda Tapping, Bryan Q. Miller (en), Tracey Jeffrey, Erin Maher et Kay Reindl
  - Coproduction déléguée : Joy Lusco et Christopher Oscar Peña (en)
  - Production associée : Stef Armstrong, Melanie Garduno et Cody Peterson
- Sociétés de production : Freeform Studios, Gary Sanchez Productions, Hyperobject Industries (en) et Well Underway[47]
- Sociétés de distribution (télévision) : Freeform
- Pays de production :  États-Unis
- Langue originale : Anglais
- Format : couleur - 35 mm - 2,00:1 - HDTV - son Dolby Digital
- Genre : drame, fantastique, thriller, uchronie de fantasy
- Durée : de 41 à 51 minutes par épisode
- Lieu de tournage :  Colombie-Britannique ( Canada)
- Date de première diffusion : 18 mars 2020 (Freeform)
- Classification :
  -  États-Unis : TV-14 (Ce programme contient des éléments que les parents peuvent considérer inappropriés pour les enfants âgés de moins de 14 ans)
  -  Australie : MA15+ (Accompagné d’une personne mature pour les moins de 15 ans)
  -  Royaume-Uni : 15+ (Convient seulement pour les 15 ans et plus)
  -  France : -16 (Interdit / Déconseillé aux moins de 16 ans)
  -  Belgique : 16 (Potentiellement préjudiciable jusqu'à 16 ans)

### Diffusion

#### Diffusion télévisée
Motherland: Fort Salem est diffusée pour la première fois à partir du 18 mars 2020 sur Freeform aux États-Unis.

Logo de la chaine Freeform lors de la diffusion originale de Motherland: Fort Salem.

En Asie du Sud-Est, les épisodes sont diffusés sur la chaine Blue Ant Entertainment le surlendemain de leur diffusion original, dans des versions censurées.
En Australie, la série est diffusée sur Fox8 à partir du 20 mars 2020.
Au Canada, elle est diffusée à partir du 25 mars 2020 sur ABC Spark.
En juillet 2020, BBC Three a acquis les droits de diffusion exclusive de la série pour le Royaume-Uni et l'Irlande, sous le nom Fort Salam afin de la différencier de la sitcom britannique Motherland (en). Elle y est diffusée depuis le 26 juillet 2020. La première saison est rediffusée du 26 août au 24 septembre 2020 sur BBC One,.

#### Streaming
Au États-Unis, les épisodes sont disponibles en vidéo à la demande le lendemain de leur diffusion originale sur Hulu.
En Afrique du Sud, la série est disponible en streaming sur Showmax (en) à partir du 1er juin 2020.
Au Royaume-Uni et en Irlande, elle est disponible en vidéo à la demande depuis le 26 juillet 2020 sur BBC iPlayer.
En France, en Belgique et en Suisse, la première saison est disponible intégralement sur Prime Video depuis le 20 novembre 2020, et la deuxième saison depuis le 18 octobre 2021. Aux mêmes dates, ces deux saisons sont également disponibles sur ce service en Allemagne,, en Italie et en Espagne,. La troisième saison n'est quant à elle toujours pas disponible sur cette plateforme.
En Inde, en Indonésie, en Malaisie, en Thaïlande et à Singapour, la série est disponible au cours de 2021 sur Disney+ Hotstar.
En Amérique latine, la série est disponible en streaming sur Star+ depuis le 22 décembre 2021.
Disney+ distribue également la série dans la plupart de ces pays ainsi que dans le reste du monde. Elle y est disponible depuis la mise en route du service Star, le 23 février 2021, au Canada, en Australie et en Nouvelle-Zélande. Au Royaume-Uni et en Irlande, elle y est disponible depuis le 1er septembre 2021. En Afrique du Sud, elle y est accessible depuis le 18 mai 2022, en même temps que le lancement de la plateforme dans le pays. En France, la série y est disponible à partir du 23 mars 2022.
Le 26 mai 2023, en raison de coupes budgétaires dans la maintenance et la gestion de la plate-forme de vidéo à la demande, la série est supprimée de l'offre en ligne de Disney+, ainsi que de celles de Hulu,  Star+ et Hotstar,.

## Épisodes
La série compte au total 3 saisons, le diffuseur Freeform ayant annoncé la fin de la série. Les trois saisons sont composées de 10 épisodes.
| Saison | Nombre d'épisodes | Diffusion originale sur Freeform | Diffusion originale sur Freeform | Diffusion originale sur Freeform |
| Saison | Nombre d'épisodes | Années                           | Début de saison                  | Fin de saison                    |
| ------ | ----------------- | -------------------------------- | -------------------------------- | -------------------------------- |
| 1      | 10                | 2020                             | 18 mars 2020                     | 20 mai 2020                      |
| 2      | 10                | 2021                             | 22 juin 2021                     | 24 août 2021                     |
| 3      | 10                | 2022 (en)                        | 21 juin 2022                     | 23 août 2022                     |

### Première saison (2020)
Composée de dix épisodes, la première saison est diffusée aux États-Unis du 18 mars au 20 mai 2021 sur Freeform et le lendemain sur Hulu. En France, cette saison est disponible intégralement le 20 novembre 2020 sur Prime Video et le 23 mars 2022 sur Disney+,.
1. Le Serment (Say the Words)
2. Permission (My Witches)
3. Les Anciennes (A Biddy's Life)
4. Beltaine (Hail Beltane)
5. Les Bellweather (Bellweather Season)
6. S'échapper pour s'intégrer (Up is Down)
7. Le Bruit de la souffrance (Mother Mycelium)
8. L'Épreuve du feu (Citydrop)
9. Bras de fer (Coup)
10. Vaincre et mourir (Witchbomb)

### Deuxième saison (2021)
Composée de dix épisodes, la deuxième saison est diffusée aux États-Unis du 22 juin au 24 août 2021 sur Freeform et le lendemain sur Hulu,. En France, cette saison est disponible intégralement le 18 octobre 2021 sur Prime Video et le 29 juin 2022 sur Disney+.
1. Du sang (Of the Blood)
2. Abomination (Abomination)
3. Une Tiffany (A Tiffany)
4. Pas nos filles (Not Our Daughters)
5. Le Crayon préféré de Brianna (Brianna's Favorite Pencil)
6. Mes trois pères (My 3 Dads)
7. Irrévocable (Irrevocable)
8. Délirant (Delusional)
9. Mère de tous, mère de personne (Mother of All, Mother of None)
10. Révolution, première partie (Revolution, Part 1)

### Troisième saison (2022)
Composée de dix épisodes, la troisième et dernière saison est diffusée aux États-Unis du 21 juin au 23 août 2022 sur Freeform et le lendemain sur Hulu. En France, cette saison est disponible intégralement le 19 octobre 2022 sur Disney+,.
1. Homo Cantus (Homo Cantus)
2. Le Prix de l'effort (The Price of Work)
3. Ô Elayne… (Oh Elayne…)
4. Joyeux Yule (Happy Yule!)
5. Cession en Session (Cession in Session)
6. Club de lecture (Book Club)
7. Elle revient (She Returns)
8. La Plume préférée de Petra (Petra's Favorite Pen)
9. Mais je n'ai même pas de robe… (But I Don't Even Have a Dress…)
10. Révolution, partie 2 (Revolution, Part 2)

## Accueil

### Audiences

#### Aux États-Unis
| Saison | Nombre d'épisodes | Diffusion originale sur Freeform | Diffusion originale sur Freeform | Audiences moyennes (en milliers) | Audiences moyennes (en milliers) | Audiences moyennes (en milliers) |
| Saison | Nombre d'épisodes | Début de saison                  | Fin de saison                    | Première                         | Finale                           | Moyenne                          |
| ------ | ----------------- | -------------------------------- | -------------------------------- | -------------------------------- | -------------------------------- | -------------------------------- |
| 1      | 10                | 18 mars 2020                     | 20 mai 2020                      | 462                              | 313                              | 312                              |
| 2      | 10                | 22 juin 2021                     | 24 août 2021                     | 257                              | 145                              | 179                              |
| 3      | 10                | 21 juin 2022                     | 23 août 2022                     | 87                               | 98                               | 93                               |

Diffusée sur Freeform, la première saison a réalisée en moyenne une audience de 312 milliers de téléspectateurs, la deuxième saison, 179 milliers de téléspectateurs et, la troisième saison, 93 milliers de téléspectateurs.
Le record d'audience de la série est détenu par le premier épisode de la première saison qui a réuni 462 milliers de téléspectateurs. Le sixième épisode de la troisième saison a enregistré le plus mauvais démarrage avec la plus mauvaise audience de la série avec 67 milliers de téléspectateurs.

### Réception critique
La série reçoit un accueil plutôt mitigé.
Le site agrégateur de critiques Rotten Tomatoes a rapporté une note d'approbation de 71 % pour la première saison avec une note moyenne de 6,4/10, sur la base de 17 avis collectés. Le consensus critique du site indique : « Malgré une distribution de qualité et une mise en scène impressionnante, les idées ambitieuses de Motherland: Fort Salem sont submergées par le trop-plein de l'ensemble ».
Sur le site Metacritic, la série décroche une note moyenne pondérée de 49/100 sur la base de 8 critiques collectées, indiquant « des critiques mitigées ou moyennes ».
La série a également reçu une note de 7.3/10 sur le site Internet Movie Database, basée sur 18 093 votes d'internautes.
En France, le site Allociné donne à la série une note moyenne de 2.4/5 sur la base de 6 titres de presse collectés.

### Distinctions

#### Récompenses
- American Society of Cinematographers Awards 2021[100],[101] :
  - Meilleure photographie pour une série (télévision avec publicité) pour Jon Joffin avec l'épisode Up is Down
- Canadian Society of Cinematographers Awards 2021[102] :
  - Meilleure photographie dans une série télévisée dramatique (télévision avec publicité) pour Jon Joffin avec l'épisode Say the Words
- Label ReFrame (en) pour la télévision[103] :
  - Lauréate parmi les 200 séries les plus populaires sur IMDb en 2020-2021 pour la saison 2
- Leo Awards 2023[104] :
  - Meilleure coiffure dans une série télévisée dramatique pour Andrea Simpson, Terry Hanson et Brenda Turner avec l'épisode Homo Cantus

#### Nominations
- Joey Awards 2020[105] :
  - Meilleure actrice vedette de 8-9 ans dans une série télévisée pour Grace Sunar
  - Meilleur acteur vedette de 7-9 ans dans une série télévisée pour Noah Tan
- Leo Awards 2021[106] :
  - Meilleure réalisation dans une série dramatique pour Steven A. Adelson (en) avec l'épisode Say the Words
- CAFTCAD Awards 2022[107] :
  - Meilleure conception de costumes dans la télévision contemporaine pour Tracey Boulton, Eilidh McAllister, Monique McRae, Fiona Roberts, Petra Bergholz, Chantal Richard, Kathleen Mulder, Victoria McPhedran, Karilynn Ming Ho, Slavica Grkavac, Jacqueline Uthoff, Brooke Reid, Charron Hume, Alita Gorgichuk, Tassie Vicars, Ciara Brady, Sherry Randall, Christine Stansbery, Marie-Adeline Sekula, Ardyth Cleveland et Cadence Warner avec l'épisode Mother of All, Mother of None
- Leo Awards 2022[108] :
  - Meilleure photographie dans une série télévisée dramatique pour Craig Powell avec l'épisode Mother of All, Mother of None
  - Meilleure performance féminine dans une série télévisée dramatique pour Taylor Hickson avec l'épisode Delusional
  - Meilleure montage sonore dans une série télévisée dramatique pour Jordan Sy, John Douglas Smith et Paula Fairfield avec l'épisode Revolution, Part 1
- Joey Awards 2022[109] :
  - Meilleure interprète récurrente de 5 à 9 ans incarnant une femme dans une émission télévisée pour Ava Marchfelder
- CAFTCAD Awards 2023[110] :
  - Meilleure conception de costumes dans la télévision contemporaine pour Tracey Boulton, Eilidh McAllister, Monique McRae, Kurtis Reeves, Sherry Randall, Petra Bergholz, Summer Eves-Sainaney, Charron Hume, Mhelanni Gorre, Emily Laing, Derek Perrett, Chelsea Alice, Tassie Vicars, Ciara Brady, Frances Sweeney, Jacqueline Uthoff, Shirley Chan, Susan Pajos, Cora Burnette, Lovisa Drever, Kyla Nesbitt, Lisa Price, Kathleen Mulder, Laura Zacher, Brooke Reid et Angela Bright avec l'épisode Revolution, Part 2
- World Women Heroes Awards 2023 (Trophées des Héroïnes 2023)[111] :
  - Meilleure série et mini-série féminine
- Leo Awards 2023[104] :
  - Meilleur montage sonore dans une série télévisée dramatique pour Jordan Sy, Ronald Eng et John Douglas Smith avec l'épisode Revolution, Part 2
  - Meilleure conception de costumes dans une série dramatique pour Tracey Boulton, Eilidh McAllister, Monique McRae, Sherry Randall et Tassie Vicars avec l'épisode Homo Cantus
  - Meilleur maquillage dans une série dramatique pour Bev Wright, Angela Nair, Melissa Sahlstrom et Aaron Wozlowski avec l'épisode Homo Cantus
  - Meilleure coordination des cascades dans une série dramatique pour Rhys Williams et Sharon Simms avec l'épisode Petra's Favorite Pen